# Тийи, Жак Луи Франсуа Делетр де
Жак Луи Франсуа Делетр де Тийи (фр. Jacques Louis François Delaistre de Tilly) (2 февраля 1749, Вернон (Эр) — 10 января 1822, Париж) — французский генерал эпохи Великой французской революции и Первой империи.

## Происхождение. Служба в королевской армии
Генеалогическое древо нормандского рода де Тийи уходит корнями в XI век (История семьи де Тийи (фр.)). Среди предков будущего генерала Империи преобладали чиновники и священнослужители, но были и те, кто посвятил свою жизнь ратному труду во благо отечества. Именно эту стезю выбрал Жак Луи, старший сын графа Луи-Жозефа де Тийи и Марии-Маргариты де ла Рошжиро. В двенадцатилетнем возрасте он записался добровольцем в Суассонский пехотный полк, с которым ему предстояло пройти кампанию в Германии 1761—1762. После двухмесячного отпуска летом 1767 он вернулся в армейские ряды и служил в жандармерии. Первого февраля 1781 был назначен су-лейтенантом в полк д’Они. В составе данного подразделения де Тийи участвовал в осаде Маона (1782) и Гибралтара (1783). С 8 января 1786 состоял в Бретонском пехотном полку. Восемнадцатого марта 1788, в чине капитана, был направлен на гарнизонную службу, с которой 20 марта 1791 уволился в запас.

## В горниле революционных войн
Десятого мая 1792, в самый разгар сотрясавшего Францию социально-экономического катаклизма, де Тийи вновь оказывается в армии. Отныне он капитан 6-го кавалерийского полка. Уже через месяц его переводят в 14-й драгунский полк и производят в подполковники, а ещё через пять месяцев назначают полковником данной части. Вскоре драгун де Тийи приписывают к армии Дюмурье, сражающейся в Голландии. Способный кавалерийский офицер очень скоро попал в поле зрения командующего, который сделал его своим адъютантом, а в марте 1793, вместе с должностью коменданта Гертруйденберга, поручил ему ответственное задание — при любых обстоятельствах удерживать крепость, пока генерал лично не подпишет приказ о её сдаче. Де Тийи блестяще выполнил поставленную задачу: три недели его гарнизон, окружённый войсками принца Фридриха Оранского-Нассау, не пускал в город превосходящие силы противника. Ни угрозы, ни увещевания со стороны генерал-майора графа фон Вартенслебена, командовавшего осадой, не принесли никакого результата. Гертруйденберг был эвакуирован на почётных для французов условиях только с письменного разрешения Дюмурье, к тому моменту уже переметнувшегося в стан врага.
Двадцать первого апреля 1793 де Тийи получает звание бригадного генерала и новое назначение — в армию Берегов Шербура. На новом посту он, несмотря на дворянское происхождение, успешно сражается с роялистами в мятежной Вандее за что, благодаря лестным отзывам представителей народа в армии, удостаивается повышения в чине до дивизионного генерала (2 декабря 1793). Следует отметить, что его солдаты внесли весомый вклад в разгром отрядов Ларошжаклена под Ле Маном (12 декабря), вначале оттеснив стойких вандейцев в город, а затем, наряду с другими частями республиканцев, участвуя в его штурме. Тем не менее, очевидная верность воинскому долгу и присяге не спасла де Тийи от подозрений со стороны революционных властей. Девятого февраля 1794 он был отстранён от службы и вернулся в строй только в марте 1795 на должность командующего резервами Самбро-Маасской армии Журдана. В том же году его перевели в Рейнскую армию. В бою у Хёхста (12 октября 1795) вверенные генералу войска целый день продержались под неприятельским огнём и пресекли все попытки противника форсировать реку Нидда. В декабре того же года де Тийи переводят в Северную армию, а в марте 1796 на него возлагают военно-административное руководство в департаментах Диль, Эско, Лис, Жемапп и Дё-Нетт. С 14 сентября 1796 по 11 февраля 1798 он служит в Самбро-Маасской армии, а затем получает назначение в Голландию, где вплоть до конца 1799 исполняет обязанности генерал-инспектора кавалерии и пехоты. С 27 декабря 1799 и до отъезда в армию Англии (вскоре переименованная в Западную армию) 9 февраля 1800) возглавляет 15-й военный округ. В 1801—1802 гг. на инспекторской должности в пехоте. Со 2 декабря 1803 командует кавалерией в лагере Монтрё.

## Генерал Великой армии. Кампания в Испании
В преддверии планируемого Наполеоном вторжения на Британские острова 30 августа 1803 года де Тийи, среди многих других высших офицеров, направляется в Булонский лагерь, где его заботам вверяют кавалерию в корпусе Нея Армии Берегов океана, вошедшей в историю под названием Великая армия. В кампании 1805 года участия не принимал, так как не успел прибыть к месту боевых действий, и вместо него кавалерией 6-го корпуса командовал полковник Огюст де Кольбер.
13 декабря 1805 года получил под своё начало кавалерию 1-го армейского корпуса маршала Бернадотта. Сражался при Шлайце, Галле, Любеке и Морунгене. Весной 1807 года передал командование кавалерией генералу Бомону, и 13 июля 1807 года возвратился во Францию.
Двадцать пятого октября 1808 генерала направляют в Испанию. На Пиренейском полуострове он отличился в сражении при Оканье. Второго июня 1811 де Тийи был назначен на губернатором оккупированной Сеговии. На этом посту он в полной мере проявил свои административные способности и снискал уважение местных жителей за свою неподкупность и гуманное отношение к населению. Двадцать первого июня 1813 генерал принял участие в сражении у Витории, в котором французы не только потерпели сокрушительное поражение, но и фактически проиграли войну на Пиренеях. После возвращения из Испании генерал вновь на инспекторской должности в кавалерии (с 19 октября 1813).

## Реставрация и Сто дней. Кончина генерала
После отречения Наполеона и до его возвращения с Эльбы профессиональный опыт де Тийи оставался невостребованным. Во время Ста дней император предложил заслуженному воину должность председателя избирательной коллегии Кальвадоса, которая в свою очередь, выдвинула его кандидатуру в Палату представителей. Однако на этом поприще генерал не проявил таланта законодателя, предпочитая хранить молчание во время заседаний. После указа Людовика XVIII о роспуске Палаты (13 июля 1815) он какое-то время оставался не у дел, пока 4 сентября окончательно не вышел в отставку.
Десятого января 1822 Жак де Тийи скончался в Париже. Его имя выгравировано на северном своде Триумфальной арки.

## Воинские звания
- Младший лейтенант (1 февраля 1781 года);
- Капитан (18 марта 1788 года);
- Подполковник (июнь 1792 года);
- Полковник (29 ноября 1792 год);
- Бригадный генерал (21 апреля 1793 года);
- Дивизионный генерал (2 декабря 1793 года).

## Титулы
- Шевалье де Тийи и Империи (фр. chevalier de Tilly et de l'Empire; патент подтверждён 25 марта 1809 года);
- Барон де Тийи и Империи (фр. baron de Tilly et de l'Empire; декрет от 30 июня 1811 года, патент подтверждён 23 апреля 1812 года);
- Граф де Тийи и Империи (фр. comte de Tilly et de l'Empire; декрет от 21 января 1814 года, патент подтверждён 18 ноября 1816 года)[3].

## Награды
Кавалер военного ордена Святого Людовика (18 мая 1790 года)
 Легионер ордена Почётного легиона (11 декабря 1803)
 Коммандан ордена Почётного легиона (14 июня 1804);
 Великий офицер ордена Почётного легиона (27 декабря 1814)
 Большой крест прусского ордена Красного орла